# Anglicanos de São Tomé
Anglicanos de São Tomás (muitas vezes chamados de cristãos sírios anglicanos ou cristãos sírios da Igreja do Sul da Índia) são os membros Cristãos de São Tomé da Igreja do Sul da Índia, a província autônoma do sul da Índia da Comunhão Anglicana. Eles estão entre as várias comunidades eclesiásticas diferentes que se separaram dos outrora indivisos Cristãos de São Tomé, uma antiga comunidade cristã cujas origens remontam às atividades missionárias do apóstolo São Tomé no primeiro século, no atual Estado de Kerala, no sul da Índia. O Apóstolo, segundo a lenda, chegou a Malankara (derivado de Maliankara perto de Muziris) em 52 dC.
A comunidade começou como uma facção de Cristãos Sírios Malankara, que optaram por se juntar à Igreja Anglicana, principalmente entre 1836 e 1840. Isso aconteceu devido à influência dos missionários da Church Mission Society, que trabalhavam entre os cristãos ortodoxos orientais de Travancore. Em 1879, essas congregações anglicanas de São Tomé foram organizadas como a Diocese de Travancore e Cochin da Igreja da Inglaterra. Outros cristãos de São Tomé influenciados pela prática e crença anglicanas continuariam a fundar a Igreja Síria Mar Thoma, uma Igreja em plena comunhão com a Comunhão Anglicana.
Em 1930, uma província eclesiástica anglicana separada foi fundada a partir das dioceses da Igreja da Inglaterra no Império Indiano Britânico, estabelecendo a Igreja da Índia, Birmânia e Ceilão. Em 1947, logo após a independência da Índia, as dioceses anglicanas do sul da Índia fundiram-se com outras Igrejas protestantes da região, com base no Quadrilátero de Lambeth, formando a Igreja do Sul da Índia. Os cristãos sírios anglicanos são membros da Igreja do Sul da Índia desde então.

## Galeria

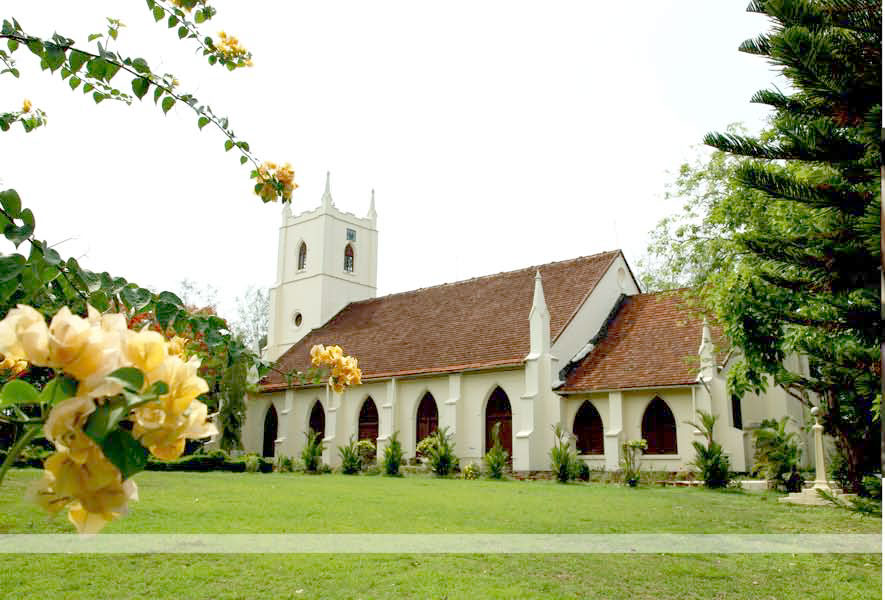
Catedral da Santíssima Trindade da Igreja do Sul da ìndia, Kottayam
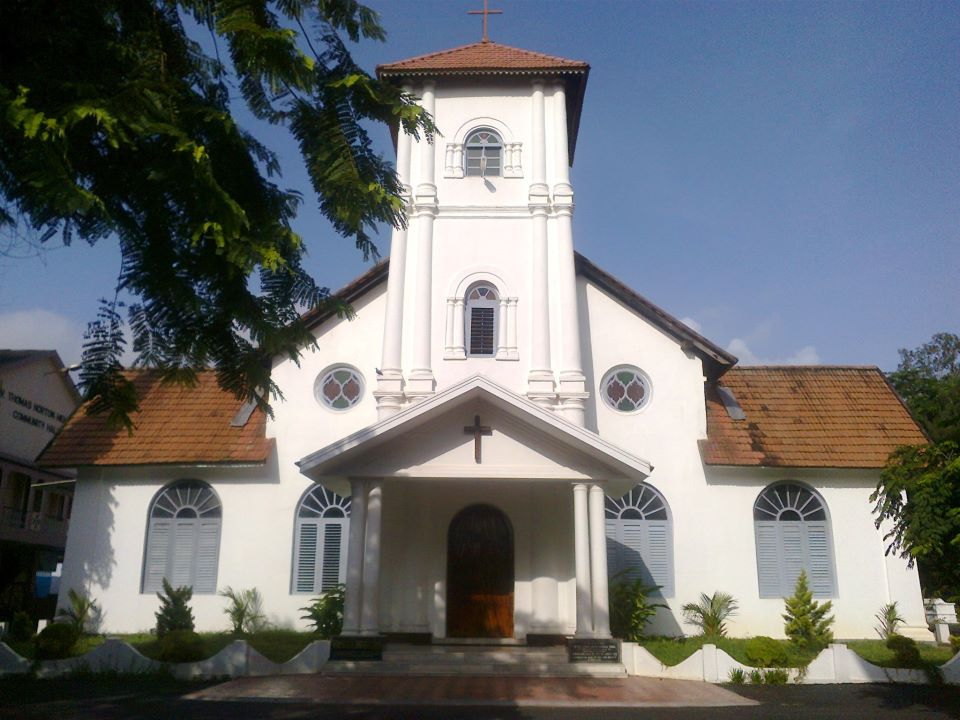
Igreja de Cristo da Igreja do Sul da Índia, Alappuzha
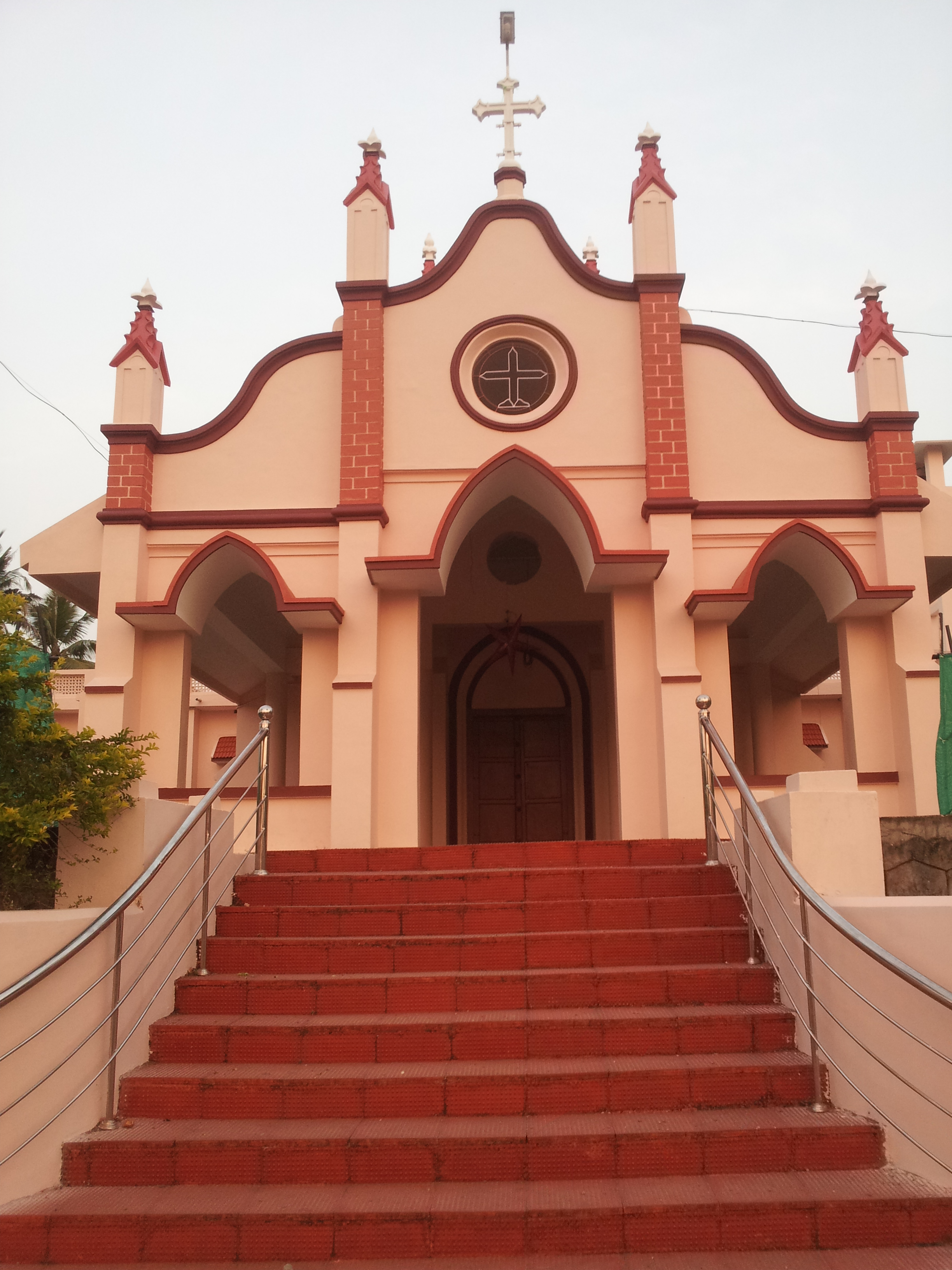
Igreja de Cristo da Igreja do Sul da Índia, Kodukulanji
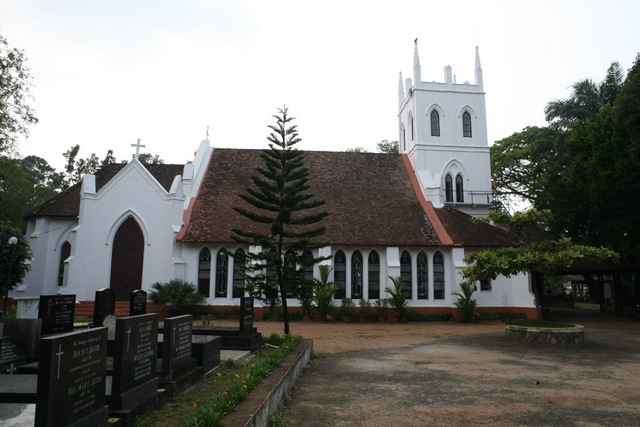
Igreja de Cristo da Igreja do Sul da Índia, Thiruvananthapuram
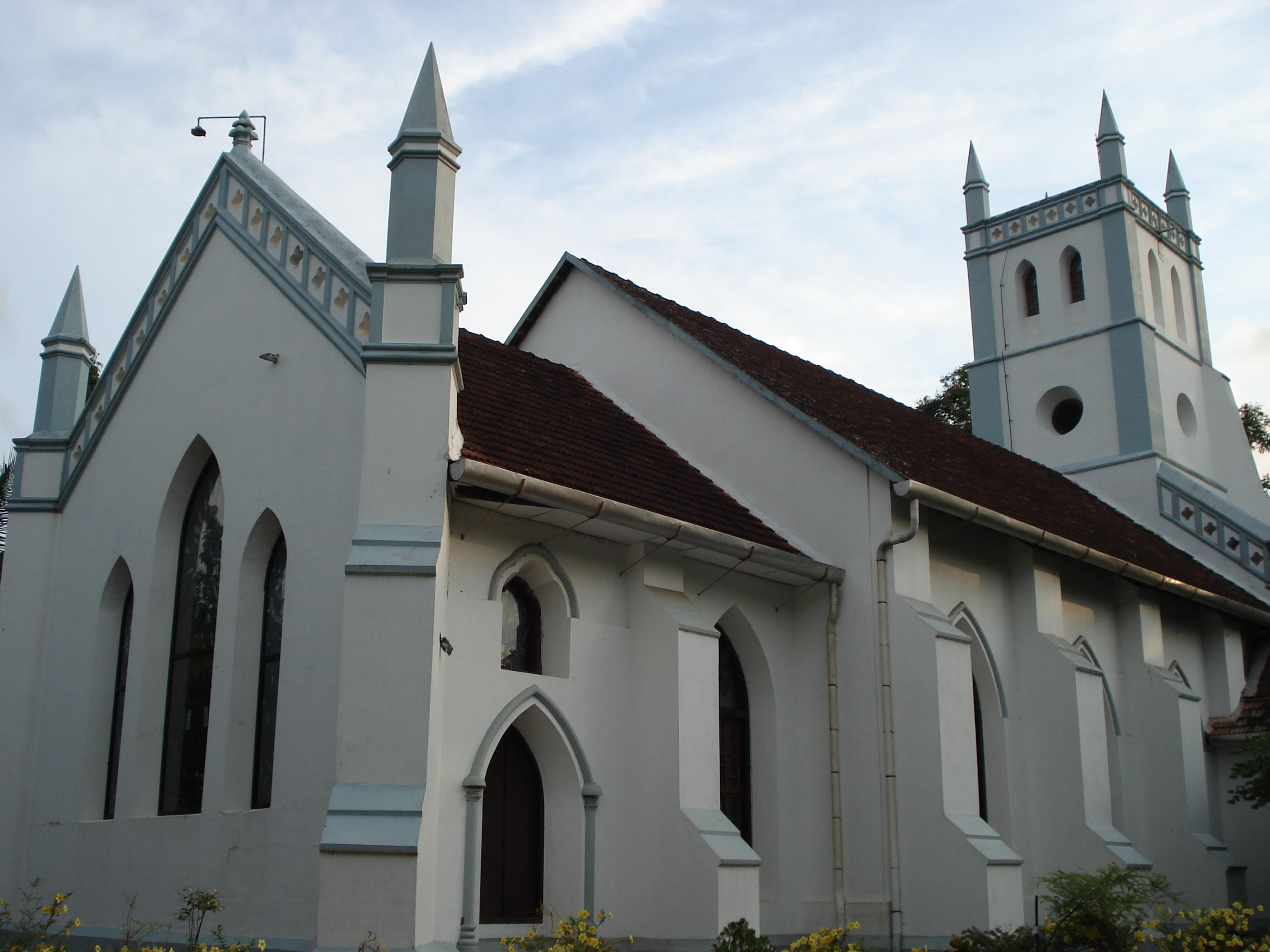
Igreja de Cristo da Igreja do Sul da Índia, Mavelikara